# Bent (film)
Bent este o dramă britanică din 1997 regizată de Sean Mathias, având la bază piesa omonimă a lui Martin Sherman din 1979, care este de altfel și scenaristul filmului. Filmul gravitează în jurul persecuției homosexualilor în timpul Germaniei naziste imediat după asasinarea liderului SS Ernst Röhm în „Noaptea cuțitelor lungi”. 
Ecranizat în doar câteva cinematografe din Statele Unite și vestul Europei, Bent s-a bucurat de un real succes în rândul criticilor de film, obținând, printre altele, premiul Prix de la jeunesse în cadrul celei de-a 50-a ediții a Festivalului de Film de la Cannes.

## Subiect
Max (Clive Owen) este un promiscuu bărbat homosexual din Berlinul anilor '30. El este certat cu familia sa înstărită din cauza orientării sexuale. Într-o seară, la resentimentele partenerului său Rudy (Brian Webber), Max aduce acasă un chipeș ofițer SA, Wolf (Nikolaj Coster-Waldau). Din nefericire, aceasta are loc în „Noaptea cuțitelor lungi”, când Hitler ordonă asasinarea trupelor eșalon SA. Wolf este descoperit și ucis de ofițerii SS în apartamentul lui Max și Rudy, în timp ce aceștia fug din Berlin.
Unchiul lui Max, Freddie (Ian McKellen), îi falsifică actele de identitate, însă Max refuză să-și lase partenerul în urmă. În cele din urmă, Max și Rudy sunt găsiți și arestați de Gestapo și puși într-un tren cu direcția Dachau. Pe tren, Rudy este bătut până la moarte de gardieni. Confruntat de gardieni, Max spune că nu-l cunoaște pe Rudy și își neagă homosexualitatea. Acesta refuză purtarea triunghiului roz (destinat prizonierilor homosexuali) și admite că este evreu. În lagărul de concentrare, Max se îndrăgostește de Horst (Lothaire Bluteau), cel care îi arată demnitatea ce rezidă din recunoașterea propriilor convingeri. După ce Horst este împușcat mortal, Max găsește curajul de a fi cinstit cu el însuși și se sinucide.

## Casting
- Mick Jagger – Greta
- Clive Owen – Max
- Brian Webber – Rudy
- Nikolaj Coster-Waldau – Wolf
- Jude Law – ofițer SS
- Ian McKellen – unchiul Freddie
- Lothaire Bluteau – Horst
- Rupert Graves – ofițerul de pe tren
- Paul Bettany – căpitanul
- Rachel Weisz – prostituată
- Sadie Frost – prietena lui Max

## Premii
| Festival                                                    | Premiu                              | Recipienți și nominalizați | Rezultat     |
| ----------------------------------------------------------- | ----------------------------------- | -------------------------- | ------------ |
| Festivalul Internațional de Film de la Cannes               | Prix de la jeunesse                 | Sean Mathias               | Câștigat     |
| Festivalul Internațional de Film de la Emden                | Premiul Emden                       | Sean Mathias               | 2            |
| Festivalul Internațional de Film de la Gijón                | Cel mai bun actor                   | Lothaire Bluteau           | Câștigat     |
| Festivalul Internațional de Film de la Gijón                | Grand Prix Asturias                 | Sean Mathias               | Nominalizare |
| Premiile GLAAD Media                                        | Film excepțional (lansare limitată) |                            | Nominalizare |
| Festivalul Internațional de Film Gay & Lesbian de la Torino | Cel mai bun lungmetraj              | Sean Mathias               | Câștigat     |

## Legături externe
Format:Sean Mathias